# 柴裕之
柴 裕之（しば ひろゆき、1973年 - ）は日本の歴史学者。博士（文学）。日本の中世末、特に戦国時代の政治・軍事史を専門とする。

## 経歴
東京都出身。1999年、東洋大学文学研究科 日本史学専攻修士課程 修了。2002年、東洋大学 文学研究科 日本史学専攻博士後期課程 満期退学。
2005年4月より（財）千葉県史料研究財団 嘱託（2009年3月まで）。2007年4月より東洋大学 文学部史学科 非常勤講師。2014年4月より早稲田大学エクステンションセンター八丁堀校 講師。2015年9月より愛知大学文学部人文社会学科 非常勤講師（集中講義）。2017年7月より木更津市史 中世部会委員。2020年4月より千葉県文書館県史・古文書課会計年度任用職員。
2023年の大河ドラマ「どうする家康」、2026年放送予定の大河ドラマ「豊臣兄弟!」で時代考証を担当。

## 著書

### 単著
- 『戦国・織豊期大名徳川氏の領国支配』岩田書院、2014年12月1日。ISBN 978-4872948844。
- 『清須会議 秀吉天下取りへの調略戦』戎光祥出版、2018年9月27日。ISBN 978-4-86403-301-5。
- 『徳川家康 境界の領主から天下人へ』平凡社、2020年3月20日。ISBN 978-4-256-98220-4。
- 『織田信長 戦国時代の「正義」を貫く』平凡社、2020年12月11日。ISBN 978-4582477474。
- 『青年家康 松平元康の実像』KADOKAWA、2022年9月14日。ISBN 978-4-04-703711-3。

### 編著
- 『論集戦国大名と国衆 (6) 尾張織田氏』岩田書院、2011年12月1日。ISBN 978-4872947151。
- 『論集戦国大名と国衆 (20) 織田氏一門』岩田書院、2016年12月1日。ISBN 978-4866029665。
- 『図説 明智光秀』戎光祥出版、2018年12月15日。ISBN 978-4864033053。
- 『シリーズ織豊大名の研究(8) 明智光秀』戎光祥出版、2019年5月25日。ISBN 978-4864033213。
- 『図説 豊臣秀吉』戎光祥出版、2020年6月30日。ISBN 978-4864033558。
- 『シリーズ織豊大名の研究(10) 徳川家康』戎光祥出版、2021年12月20日。ISBN 978-4864034074。
- 『図説 徳川家康と家臣団』戎光祥出版、2022年10月31日。ISBN 978-4864034562。 共編：小川雄
- 『戦国武将列伝6 東海編』戎光祥出版、2024年6月3日。ISBN 978-4864034456。 共編：小川雄

## 論文
- “柴 裕之 (Hiroyuki Shiba) - マイポータル”.   researchmap. 2024年4月21日閲覧。